# Rodrigo Diego López
Rodrigo Diego López (Guadalajara, 2 dicembre 1996) è un tuffatore messicano.

## Biografia
Si è messo in mostra a livello internazionale per la prima volta ai Giochi olimpici giovanili di Nanchino 2014 dove ha vinto la medaglia d'argento nel trampolino 3 metri.
Essendosi piazzato tra i primi diciotto atleti classificati nella piattaforma 10 metri nella Coppa del Mondo di tuffi del 2016 ha potuto accedere ai Giochi olimpici di Rio de Janeiro all'età di 19 anni. Nella coppa del mondo ha gareggiato con sotto la bandiera della FINA (sigla SMF), a causa della sospensione della federazione messicana.
Ha rappresentato la nazionale messicana ai Giochi olimpici di Rio de Janeiro 2016 nel concorso dei tuffi dal trampolino 3 metri dove è stato eliminato in semifinale con il sedicesimo posto in classifica.

## Palmarès
- Giochi panamericani

Santiago del Cile 2023: oro nel sincro 3m.
- Giochi olimpici giovanili

Nanchino 2014: argento nel trampolino 3m.